# Ploegen in de Nivernais
Ploegen in de Nivernais (Frans: Labourage nivernais) is een schilderij van Rosa Bonheur, de bekendste Franse schilderes uit de negentiende eeuw. Zij schilderde deze voorstelling van twee spannen ossen die het land omploegen in 1849 in opdracht van de Franse staat. Sinds 1986 maakt het werk deel uit van de collectie van het Musée d'Orsay in Parijs.

## Voorstelling
Hoewel de Nivernais, de streek rond de stad Nevers, bekendstond om zijn onvruchtbare bodem, werd er een uitstekend runderras gefokt. Rosa Bonheur, die met name bekend geworden is door haar schilderijen van dieren, legt op Ploegen in de Nivernais twaalf ossen van dit ras vast. In twee groepen van zes trekken zij op een zonnige herfstdag de ploegen door de bodem om op die manier de grond gedurende de winter te laten luchten. De mens speelt in het schilderij een ondergeschikte rol; de boeren gaan grotendeels schuil achter de dieren en hebben onduidelijk geschilderde gezichten. De vers omgeploegde grond neemt op de voorgrond echter een prominente plaats in, terwijl op de achtergrond het golvende landschap in het zonlicht baadt.
In 1848 hadden in verschillende Europese landen waaronder Frankrijk bloedige revoluties gewoed. Ploegen in de Nivernais kan in de eerste plaats worden opgevat als een ode aan het platteland, ver weg van de chaos en gevechten in de steden. Het is een verheerlijking van het boerenleven met zijn eeuwenoude tradities en het provinciale Frankrijk.

## Herkomst
- 1849: Rosa Bonheur maakt het schilderij in opdracht van de staat voor 3.000 frank. Het wordt vervolgens tentoongesteld in het Musée du Luxembourg.
- 1920: overgebracht naar het Louvre.
- 1923: overgebracht naar het kasteel van Fontainebleau.
- 1986: overgebracht naar het Musée d'Orsay.